# Atherigona tricolorifolia
Atherigona tricolorifolia este o specie de muște din genul Atherigona, familia Muscidae, descrisă de Fan și Liu în anul 1982. Conform Catalogue of Life specia Atherigona tricolorifolia nu are subspecii cunoscute.